# Fronsella ohshimai
Fronsella ohshimai is een tweekleppigensoort uit de familie van de Montacutidae. De wetenschappelijke naam van de soort is voor het eerst geldig gepubliceerd in 1958 door Habe.